# Bistorta griersonii
Bistorta griersonii är en slideväxtart som beskrevs av Yonek. & H.Ohashi. Bistorta griersonii ingår i släktet ormrötter, och familjen slideväxter. Inga underarter finns listade i Catalogue of Life.